# Oh Santa!
Az Oh Santa! Mariah Carey amerikai énekesnő első kislemeze Merry Christmas II You című albumáról.
Az Oh Santa! gyors tempójú karácsonyi dal; a Universal Music Publishing Groupnak a Music Noteson közzétett kottája alapján C-dúrban íródott, kétnegyedes ütemben, tempója 80 BPM. Carey hangterjedelme Bb2 és G#6 közötti. A dal mérsékelt sikert ért el, a Billboard Hot 100-on a 100. helyig jutott csak, de a Billboard Holiday Digital Songs és Adult Contemporary slágerlistáit vezette. A Japan Hot 100 68., a Canadian Hot 100 73. helyéig jutott. A dal bekerült a 2010-ben bemutatott Christmas Cupid televíziós filmbe is.
Mariah négyszer adta elő élőben a dalt: elsőként november 19-én a NBC Rockefeller Center karácsonyi műsorában, amit november 30-án közvetített a tévé; utána az ABC csatorna Mariah Carey: Merry Christmas to You című műsorában, amit december 13-án mutattak be. Karácsonykor az ABC Walt Disney World Christmas Day Parade, Walt Disneyland Christmas Day Parade című műsorában, majd az ESPN-en is előadta a dalt az All I Want for Christmas Is You-val együtt.

## Fogadtatása
A kritikusoktól pozitív fogadtatást kapott. Az About.com öt csillagból négyet adott neki, dicsérte Carey hangját és a dal vidám hangvételét. Az AOL Music szerint „Mariah Carey legújabb dala, az Oh Santa! a karácsonyt juttatja az emberek eszébe akkor is, ha még csak október van”, Erik Bradley, a B96 chicagói rádió munkatársa szerint pedig „[a]z egyik legnehezebb dolog olyan új karácsonyi dalt írni, ami kiállja az idő próbáját, és ez Mariahnak ismét sikerült. Az Oh Santa! lesz 2010-nek az a karácsonyi dala, ami mostantól minden évben visszatér, ahogy az All I Want for Christmas Is You teszi a megjelenése óta.”
Az október 30-án végződő héten az Oh Santa! az első helyen nyitott a Billboard Holiday Digital Songs slágerlistáján; ezzel és az All I Want for Christmas Is You-val Carey foglalta el a lista első helyét. A december 11-ével záródó héten a dal a 12. helyen nyitott a Billboard Hot Adult Contemporary Tracks slágerlistáján (Carey dalai közül a legmagasabb helyen), és a következő héten az első helyre ugrott, amivel rekordot döntött a lista történetében. Carey ezzel holtversenybe került Celine Dionnal, kettejüknek van a legtöbb top 10 slágere ezen a listán. Az Oh Santa! 7. listavezető dala az Adult Contemporary listán. A 2011. január 1-jével végződő héten a dal a 100. helyen nyitott a Billboard Hot 100 slágerlistán.

## Videóklip
A dal videóklipjét Ethan Lader rendezte és 2010 október elején forgatták. A klipet digitálisan átszerkesztették, hogy 1960-as évekbeli élő adásnak tűnjön, vibráló képpel. A klipet Carey hivatalos weboldalán mutatták be november 2-án. A klipben Carey egy tévéműsor házigazdája, és éljenző közönség előtt adja elő a dalt, háttérénekesekkel. A klipben Mariah új parfümjét is reklámozzák, és a Mikulás is szerepel benne.

## Dallista
Letöltés/promóciós CD kislemez
1. Oh Santa – 3:31

The Remixes EP
1. Oh Santa! (Jump Smokers Edit) – 3:53
2. Oh Santa! (Low Sunday Edit) – 4:09
3. Oh Santa! (Jump Smokers Extended) – 4:08
4. Oh Santa! (Low Sunday Club) – 6:16
5. Oh Santa! (Jump Smokers Instrumental) – 3:52
6. Oh Santa! (Low Sunday Instrumental) – 6:18

A dal és az All I Want for Christmas Is You mashup változata, az Oh Santa! All I Want for Christmas Is You 2010 decembere óta elérhető az iTunes-ról.

## Helyezések
| Slágerlista (2010)               | Legmagasabb helyezés |
| -------------------------------- | -------------------- |
| Olasz rádiós slágerlista         | 84                   |
| Billboard Japan Hot 100          | 68                   |
| Billboard Canadian Hot 100       | 73                   |
| USA Billboard Hot 100            | 100                  |
| USA Billboard Adult Contemporary | 1                    |
| USA Holiday Digital Songs        | 1                    |